# عفونت کرم شلاقی
تریکوریاز (به انگلیسی: Trichuriasis) یا عفونت کرم شلاقی (به انگلیسی: whipworm infection)، یک نوع بیماری عفونی است که در اثر آلودگی به کرم انگل تریکوریس تریکورا (کرم شلاقی) ایجاد می‌شود. معمولاً اگر عفونت فقط محدود به چند کرم باشد علایمی ندارد. اما افرادی که به تعداد زیادی از این کرم‌ها آلوده شوند علایمی نظیر درد شکمی، خستگی و اسهال خواهند داشت. در برخی موارد ممکن است اسهال خونی باشد. این عفونت در کودکان منجر به رشد ناقص ذهنی و جسمی می‌شود. به دلیل از دست رفتن خون بدن امکان بروز کاهش سطح گلبول‌های قرمز نیز وجود دارد.
این بیماری معمولاً زمانی بروز می‌کند که فرد غذا یا نوشیدنی آلوده به تخم این کرم‌ها را مصرف کند. این امر زمانی رخ می‌دهد که سبزیجات آلوده به طور کامل تمیز یا پخته نشده باشند. تخم‌های این انگل معمولاً در خاک مناطقی وجود دارد که در آنها اجابت مجاز در فضای باز صورت گرفته و از مدفوع فرآوری نشدهٔ انسان به عنوان کود استفاده می‌شود. منشأ تخم‌ها، مدفوع افراد آلوده است. کودکان خردسالی که با این خاک‌ها بازی کرده و دست در دهان خود می‌برند نیز خیلی راحت به این بیماری مبتلا می‌شوند. طول این کرم‌ها که در روده بزرگ زندگی می‌کنند چهار سانتی‌متر است. تشخیص کرم شلاقی، با بررسی نمونه مدفوع در زیر میکروسکوپ و مشاهده تخم‌ها صورت می‌گیرد. تخم‌ها بشکه‌ای شکل هستند.
راه پیشگیری از این بیماری پخت کامل غذا و شستشوی دست‌ها قبل از غذا خوردن است. سایر راه‌های پیشگیری عبارت است از افزایش دسترسی به سرویس بهداشتی نظیر استفاده از توالت‌های سالم و تمیز و استفاده از آب سالم. در مناطقی از جهان که این بیماری در آنجا شایع است، معمولاً کل گروه به‌طور همزمان و طی یک برنامه منظم مورد درمان قرار می‌گیرند. درمان بیماری طی سه روز با داروهای آلبندازول، مبندازول یا ایفرمکتین انجام می‌شود. معمولاً افراد پس از درمان نیز دوباره آلوده می‌شوند.
عفونت کرم شلاقی حدود ۶۰۰ تا ۸۰۰ میلیون نفر از جمعیت جهان را آلوده می‌کند. بیشترین شیوع این بیماری در مناطق گرمسیری است. در کشورهای در حال توسعه معمولاً افراد آلوده به کرم شلاقی دارای عفونت‌های کرم قلابدار و آسکاریازیس (عفونت آسکاریس) نیز هستند. این بیماری‌ها اثرات وسیعی بر اقتصاد بسیاری از کشورها دارند. اقداماتی نیز در جهت تولید واکسن علیه این بیماری در جریان است. تریکوریازیس در رده بیماری‌های گرمسیری مغفول طبقه‌بندی شده است.